# Debby Willemsz
Debby Willemsz (10 mei 1994) is een Nederlandse waterpolokeepster. Willemsz komt sinds 2018 weer uit voor Widex GZC Donk en speelde eerder voor het Spaanse CN Mataró (2016-2018).
Met Widex GZC Donk behaalde Willemsz in 2019 de Nederlandse landstitel.
Willemsz debuteerde in 2014 voor de Nederlandse waterpoloploeg tijdens het Europees kampioenschap van 2014. Met het Nederlandse team won Willemz goud op het Europees kampioenschap van 2018 en zilver op het wereldkampioenschap van 2015 en de Europese kampioenschappen van 2014 en 2016. In december 2021 beëindigde Willemsz haar interlandloopbaan.

## Erelijst

### Clubverband
- 2019: Nederlandse landstitel, uitkomend Widex GZC Donk

### Nederlands team
- 2014:  EK Boedapest (Hongarije)
- 2015:  World League Shangai (China)
- 2015:  WK Kazan (Rusland)
- 2016:  EK Belgrado (Servië)
- 2018:  World League Kunshan (China)
- 2018:  EK Barcelona (Spanje)